# Dall (parochie)
Dall is een parochie van de Deense Volkskerk in de Deense gemeente Aalborg. De parochie maakt deel uit van het bisdom Aalborg en telt 1202 kerkleden op een bevolking van 1308 (2004).
Historisch maakt de parochie deel uit van de herred Fleskum. In 1970 werd de parochie opgenomen in de nieuwe gemeente Aalborg.
Bislev · Dall · Ejdrup · Ellidshøj · Farstrup · Ferslev · Frejlev · Godthåb · Lundby · Nibe · Nørholm · Sebber · Sønderholm · Store Ajstrup · Svenstrup · Vokslev · Volsted